# Jennie Jägeblad
Jennie Jägeblad, född 1980, är en svensk journalist och författare samt redaktör för tidningarna Starlet och Julia.
Hon var även redaktör för Oh My Vlog (utgiven av Egmont Publishing) tillsammans med Manfred Erlandsson och Johannes Gustavsson under perioden 2015-2016.